# Sárosd
Sárosd is een plaats (nagyközség) en gemeente in het Hongaarse comitaat Fejér. Sárosd telt 3527 inwoners (2003).